# Кукша
Кукша или Ќисенга (рус. Кукша, Кисенга) река је која протиче преко централних делова Кољског полуострва на подручју Мурманске области, на крајњем северозападу европског дела Руске Федерације. Десна је притока реке Поној у коју се улива на њеном 318. километру узводно од ушћа, и део басена Белог мора.
Свој ток започиње као отока маленог ледничког језера површине 4,2 km² и углавном тече у смеру североистока.
Укупна дужина водотока је 80 km, док је површина сливног подручја око 539 km².
Целом дужином свога тока протиче преко територије Ловозерског рејона. На њеним обалама се не налазе насељена места.